# Jerry Blavat
Jerry Blavat (Filadelfia, 3 luglio 1940 – Filadelfia, 20 gennaio 2023) è stato un disc jockey statunitense.
Mezzo ebreo e mezzo italiano, era anche soprannominato "The Geator with the Heater" e "The Big Boss with the Hot Sauce". Ha avuto una grande influenza nella promozione e divulgazione della musica oldies attraverso la radio. Divenne un'icona di Filadelfia guadagnandosi la fama locale ospitando balli dal vivo e portando al suo programma radiofonico indipendente molti artisti degli anni '60 che ha lanciato al grande pubblico. Tra gli artisti da lui lanciati vanno ricordati nomi come The Four Seasons e The Isley Brothers. Diversi musicisti importanti provenienti dalla periferia di Filadelfia, tra cui Daryl Hall e Todd Rundgren, hanno menzionato Blavat come fonte di ispirazione per la loro carriera musicale.